# Silt (Colorado)
Silt es un pueblo ubicado en el condado de Garfield en el estado estadounidense de Colorado. En el año 2010 tenía una población de 2930 habitantes y una densidad poblacional de 401,37 personas por km².

## Geografía
Silt se encuentra ubicada en las coordenadas 39°32′47″N 107°39′7″O / 39.54639, -107.65194.

## Demografía
Según la Oficina del Censo en 2000 los ingresos medios por hogar en la localidad eran de $44,632, y los ingresos medios por familia eran $51,736. Los hombres tenían unos ingresos medios de $37,566 frente a los $25,417 para las mujeres. La renta per cápita para la localidad era de $17,723. Alrededor del 7.8% de la población estaba por debajo del umbral de pobreza.